# Dumenza
Dumenza är en ort och kommun i provinsen Varese i regionen Lombardiet i Italien. Kommunen hade 1 485 invånare (2018).